# 弁天山 (福島市)
弁天山（べんてんやま）は、福島県福島市にある山である。

## 概要
福島市街地東側の渡利地区にあり、阿武隈高地西端部に位置する。標高は142メートル。阿武隈川東側のほとりに位置する。江戸時代から明治時代にかけては「山椒大夫」の安寿と厨子王が住んでいたと言われる椿舘跡があることから椿山と呼ばれており、現在の福島市都市計画図では西側の峰が弁天山、中央の峰に椿山と記載されている。1665年、福島藩から江戸への廻米のために江戸の商人により阿武隈川の開削がなされ、舟運が行われるようになると安全祈願のために竹生島より弁財天を勧請し、西側の峰に建立したことから弁天山と呼ぶようになったといわれている。なお、弁財天は1702年に板倉氏が福島城へ入城した際、城を見下ろされるということで阿武隈川河畔に移された。南側の斜面、旧国道114号沿いには1925年（大正14年）に渡利浄水場が設置され、山麓にはレンガアーチ造りの配水池やポンプ等の設備があり福島市の水がめとして働いてきたが、摺上川ダム供用に伴い2007年3月18日に廃止された。現在も土圧による崩壊を防ぐため水で満たされている。東側の峰には当時渡利村に所在した福島県立蚕業学校（後の福島県立福島農蚕高等学校、現在の福島県立福島明成高等学校）同窓生により建立された蚕祖神社の記録を伝える石碑が建てられている。神社自体は戦後、公立学校による宗教活動が行えなくなったことから管理者がいなくなったために東側の春日神社に移された。
ふもとを国道4号福島南バイパスが通り、この山の名を冠した弁天橋が南側の阿武隈川を渡る。橋北詰は渡利弁天山交差点と名付けられており、旧国道114号が国道4号バイパスと交差する。国道114号渡利バイパス開通までの長きにわたり福島市から浜通り地方中部への玄関口であった。

## 弁天山公園
1926年より一帯が弁天山公園として整備され、現在の園内には芝生広場や四阿、バーゴラ、ベンチ、遊歩道、遊具等が整備されている。各峰に合計3か所の展望台も設置されており、福島市街地や遠く国見町の厚樫山までもが一望できる。駐車場は3か所設置され、公衆トイレも整備されているが、冬期間は水道管が凍結するため使用が禁じられる。